# Domy robotnicze przy ul. św. Wawrzyńca w Poznaniu
Domy robotnicze przy ul. św. Wawrzyńca w Poznaniu – zespół dwóch domów dla robotników, będący efektem pierwszego w Poznaniu konkursu na budynki socjalne. Znajduje się na Jeżycach, przy ul. św. Wawrzyńca 26, bezpośrednio przy torowiskach linii kolejowej w kierunku Piły i Szczecina.
Jeżyce, po przyłączeniu do Poznania, przeżywały w początkach XX wieku ogromny boom budowlany. Pojawiała się intensywna zabudowa kamienicami i rezydencjami, w tym także tymi z najwyższej półki (np. zespół rezydencjonalny na Jeżycach). Inwestorzy i spekulanci rynkowi nie byli jednak zainteresowani terenami w północnej części dzielnicy - w rejonie fabryk, bocznicy kolejowej i zabudowań wiejskich. Kwartał ten pozostawał cały czas na pół wiejski, na pół przemysłowy. Niskie ceny gruntów skusiły więc władze miejskie do ogłoszenia konkursu na domy socjalne dla uboższych robotników, które miałyby tutaj właśnie stanąć. 
Konkurs wygrała firma Locke, Schilling & Schulz. Domy pochodzą z 1912 i mają trzy kondygnacje. Każda z rodzin posiadała kawałek ziemi uprawnej, balkon od podwórza (co w późniejszych realizacjach o podobnym charakterze nie było już standardem) i jeden lub dwa pokoje z kuchnią mieszkalną. Pomiędzy budynkami zaaranżowano też wspólny teren rekreacyjny z altaną i placem zabaw dziecięcych. 
Budynki istnieją do dziś.